# Arnold Reisberg
Arnold Reisberg (* 17. Februar 1904 in Boryslaw, Österreich-Ungarn; † 20. Juli 1980 in Berlin) war ein österreichischer marxistischer Historiker. Sein Pseudonym war „Bruno Braun“.

## Leben
Reisberg kam bereits als Kind mit seiner Familie im ersten Jahrzehnt des 20. Jahrhunderts aus dem östlichen Teil der k. u. k. Monarchie nach Wien. Nach dem Besuch der Mittelschule begann er im Wintersemester 1922/23 ein Geschichtsstudium an der Philosophischen Fakultät der Universität Wien. 1927 legte er unter dem Titel Der wirtschaftliche Anschluss Österreichs an Deutschland in den Jahren 1840–1848 seine von Alfons Dopsch und Heinrich von Srbik begutachtete Dissertation vor und promovierte 1928 an der Wiener Universität.
Im Jahre 1923 trat Reisberg gemeinsam mit Alfred Klahr und Arnold Deutsch dem Kommunistischen Jugendverband und 1924 der KPÖ bei. Von 1924 bis 1932 war er Mitglied der Bezirksleitung Wien-Leopoldstadt, der Kreisleitung Wien Nord, der Wiener Stadtleitung, Leiter der Propagandaabteilung bei ZK der KPÖ. Er war einer der Organisatoren der Marxistischen Arbeiterschule (MASCH) der KPÖ sowie später deren Leiter. 1932 wurde er der verantwortliche Redakteur des theoretischen Organs der KPÖ Der Kommunist.
Zwischen 1927 und 1934 war Reisberg mehrmals inhaftiert und wurde nach den Februarkämpfen aus Österreich ausgewiesen. In der Tschechoslowakei hielt er in Brünn Schulungen für Schutzbündler ab. Er wurde 1935 von der Partei nach Moskau geschickt, arbeitete als Dozent an der Internationalen Lenin-Schule und wurde Leiter deren österreichischen Sektors.
Im Rahmen der Stalinschen Säuberungen warf man ihm 1937 „Abweichungen“ vor. Reisberg wurde daraufhin aus der Schule entlassen und aus der KPÖ ausgeschlossen. Im April 1937 wurde er verhaftet und wegen angeblicher „antisowjetischer Propaganda“ gemäß Artikel 58.10 zu fünf Jahren Haft verurteilt. Da das eigentliche Ende seiner Haftzeit in die Zeit nach dem deutschen Überfall auf die Sowjetunion fiel, blieb Reisberg bis Kriegsende in einem ostsibirischen Lager an der Kolyma inhaftiert.
1946 konnte er ins Gebiet Kalinin übersiedeln, wurde aber 1949 erneut verhaftet, da er ohne Erlaubnis der Behörden zu seiner Frau nach Moskau gezogen war. Er wurde erneut nach Ostsibirien verbannt. Erst 1954 wurde seine Strafe aufgehoben. Er kehrte aus der Verbannung ins europäische Russland zurück und arbeitete in Kaluga als Deutschlehrer. Reisbergs Repatriierung nach Österreich scheiterte an der Weigerung Österreichs, ihm ein Visum auszustellen. So nahm er schließlich 1959 ein Arbeitsangebot des Instituts für Marxismus-Leninismus beim ZK der SED in Ost-Berlin an, um in dessen Leninabteilung zu arbeiten. Reisberg war maßgeblich an Übersetzungen der Werke Lenins ins Deutsche beteiligt.

## Ehrungen
- Vaterländischer Verdienstorden in Silber (1964) und in Gold (1969)
- Banner der Arbeit (1974)
- Ehrendoktorwürde (1979)

## Schriften
- Lenins Idee der Koexistenz wird triumphieren. Dietz, Berlin 1960.
- Lenin und die Aktionseinheit in Deutschland. Dietz, Berlin 1964.
- Lenin und die Zimmerwalder Bewegung. Dietz, Berlin 1966.
- Lenin im Jahre 1917. Dietz, Berlin 1967.
- Februar 1934. Hintergründe und Folgen. Globus, Wien 1970 (in mehrere Sprachen übersetzt).
- An den Quellen der Einheitsfrontpolitik. Der Kampf der KPD um die Aktionseinheit der deutschen Arbeiterklasse in den Jahren 1921 und 1922. Ein Beitrag zur Erforschung der Hilfe Lenins und der Komintern für die KPD. Dietz, Berlin 1971.
- Lenins Beziehungen zur deutschen Arbeiterbewegung. Dietz, Berlin 1970.
- Lenins Jugend. Verlag Neues Leben, Berlin 1973.
- Wladimir Iljitsch Lenin. Dokumente seines Lebens. Reclam, Leipzig 1977 (2 Bd.e).
- Von der I. zur II. Internationale: die Durchsetzung des Marxismus im Kampf um die Wiederherstellung der Arbeiterinternationale. Dietz, Berlin 1980.